# Greg Thompson (football canadien)
Pour les articles homonymes, voir Greg Thompson et Thompson.
(en) Statistiques sur statscrew
Greg Thompson (né en 1948 est un joueur canadien de football canadien. Il joue avec le Rough Riders d'Ottawa et les Eskimos d'Edmonton. Il remporte la coupe Grey avec Ottawa en 1969. Il avait précédemment joué avec les Ottawa Sooners (en), une équipe junior de football